# Griffenfeld Ø
Griffenfeld Ø är en ö i Grönland (Kungariket Danmark). Den ligger i kommunen Sermersooq, i den södra delen av Grönland. Arean är 64 kvadratkilometer.
Terrängen på Griffenfeld Ø är lite kuperad. Öns högsta punkt är 701 meter över havet. Ön sträcker sig 15,6 kilometer i nord-sydlig riktning, och 8,7 kilometer i öst-västlig riktning. Under sommaren finns delvis låg växtlighet.  